# Мері Макеліс
Мері Патрісія Макеліс (ірл. Máire Pádraigín Bean Mhic Ghiolla Íosa, англ. Mary Patricia McAleese, нар. 27 червня 1951, Белфаст, Північна Ірландія) — ірландський політик, президент Ірландії з 11 листопада 1997 року по 10 листопада 2011 року. Балатувалась від партії Фіанна Файл, друга жінка на цій посаді. Вибрана після дострокової відставки Мері Робінсон. До цього була професором Дублінського університету. 2004 року переобрана на другий термін за відсутності опонентів. 
Мері Патрісія Маккліс є прихильником об'єднання Ірландії. 2009 року журнал Forbes включив Мері Патрісію Макеліс у список 100 найвпливовіших жінок у світі.